# Ta fête
Ta fête is een nummer en single van de Belgische singer-songwriter Stromae. Het was de vierde single van het album Racine carrée. Het nummer werd gekozen als het officiële Rode Duivels-lied voor het WK voetbal in Brazilië.

## Tracklist
| Soort geluidsdrager | Uitgebracht | Tracks  | Duur |
| ------------------- | ----------- | ------- | ---- |
| Download            | 03-02-2014  | Ta fête | 2:55 |

## Hitnoteringen
| Hitlijst            | Datum van binnenkomst | Hoogste positie | Aantal weken | Laatste notering |
| ------------------- | --------------------- | --------------- | ------------ | ---------------- |
| Vlaamse Ultratop 50 | 08-03-2014            | 6               | 23           | 45               |
| Waalse Ultratop 50  | 31-08-2013            | 2*              | 30           | 47               |